# Шадріни
Ша́дріни (рос. Шадрины) — присілок у складі Орловського району Кіровської області, Росія. Входить до складу Орловського сільського поселення.
Населення становить 1 особа (2010, 7 у 2002).
Національний склад станом на 2002 рік — росіяни 100 %.